# Амбуазский заговор

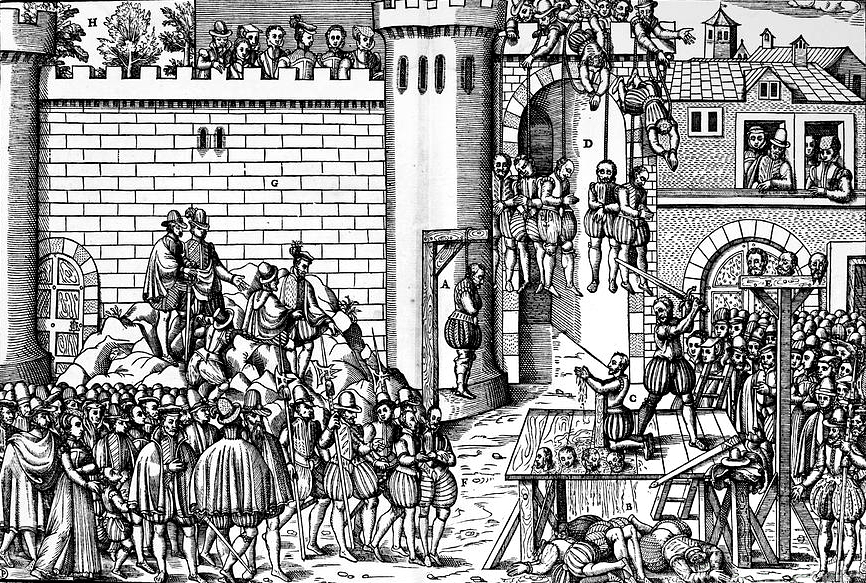
Казни в Амбуазе.

Амбуа́зский за́говор (фр. Conjuration d'Amboise) — в истории Франции неудачная попытка в марте 1560 года некоторых вождей французских протестантов и династии Бурбонов захватить в плен короля Франциска II, вырвать власть из рук Гизов и передать её принцу Конде и его партии, попытка, послужившая прологом к продолжительной эпохе религиозных и гражданских войн XVI века.
В планы заговорщиков входило похищение молодого короля Франциска II и арест Франсуа де Гиза и его брата Шарля де Гиза, кардинала Лотарингского.

## Предпосылки
Французские протестанты ожидали, что со смертью Генриха II в 1559 году смягчится жёсткая политика в отношении Реформации, но юный Франциск II доверял управление страной династии Гизов, стоявшей на позициях воинствующего католицизма. Её лидеры, Франсуа и Шарль, были братьями Марии де Гиз и влияли на короля через её дочь Марию Стюарт.
Гугеноты же делали ставку на двоих принцев крови: Антуана де Бурбона и его брата Людовика Конде.

## Заговор
В итоге группа провинциальных аристократов спланировала похищение короля и братьев Гизов. Заговорщиками руководил Жан дю Барри, сеньор Ла Реноди (иногда историками ошибочно называемый Годфруа де Барри) из Перигора.
Вокруг Ла Реноди собрались знатные гугеноты, представлявшие различные регионы Франции: Шарль де Кастельно де Шалоз, Бушар де Обетерр, Эдм де Феррьер-Малиньи, юрист Жан д’Обинье (отец Агриппы д’Обинье) и другие. Повон де Мовен, чей брат был казнен, представлял гугенотов Прованса, он обещал привести 2000 бойцов, 100 человек он действительно послал 12 февраля 1560 года в Нант. Гаспар де Колиньи, будущий лидер гугенотов, вовлек в заговор вельмож Нормандии, протестантская буржуазия Орлеана, Тура и Лиона также были в курсе событий.
В условиях столь значительной утечки информации все более конкретные слухи о заговоре достигали кардинала Лотарингского. 12 февраля был получен подробный доклад через Пьера де Авенеля, адвоката Парижа. 22 февраля Гизы решили перевезти молодого короля и двор из Блуа в замок Амбуаз, способный обеспечить надежную охрану.
Заговорщики отложили начало выступления с 1 марта на 16 марта, но первый из отрядов заговорщиков прибыл в Амбуаз слишком рано и был арестован 10 марта.

## Нападение
17 марта 1560 года заговорщики во главе с Ла Реноди все-таки попытались штурмовать замок. Хотя королевский двор был в панике, силы заговорщиков были легко разбиты. Ла Реноди был пойман 19 марта, четвертован, а его останки были брошены у ворот города. В присутствии короля и королевы последователи Ла Реноди — от 1200 до 1500 человек- также были казнены, а их трупы подвешены на железных крюках на стенах замка; другие были утоплены в Луаре или стали жертвами возмущенной толпы горожан Амбуаза.
Будущий колонизатор Бразилии Николя Дюран де Вильганьон активно участвовал в подавлении Амбуазского заговора.

## Последствия

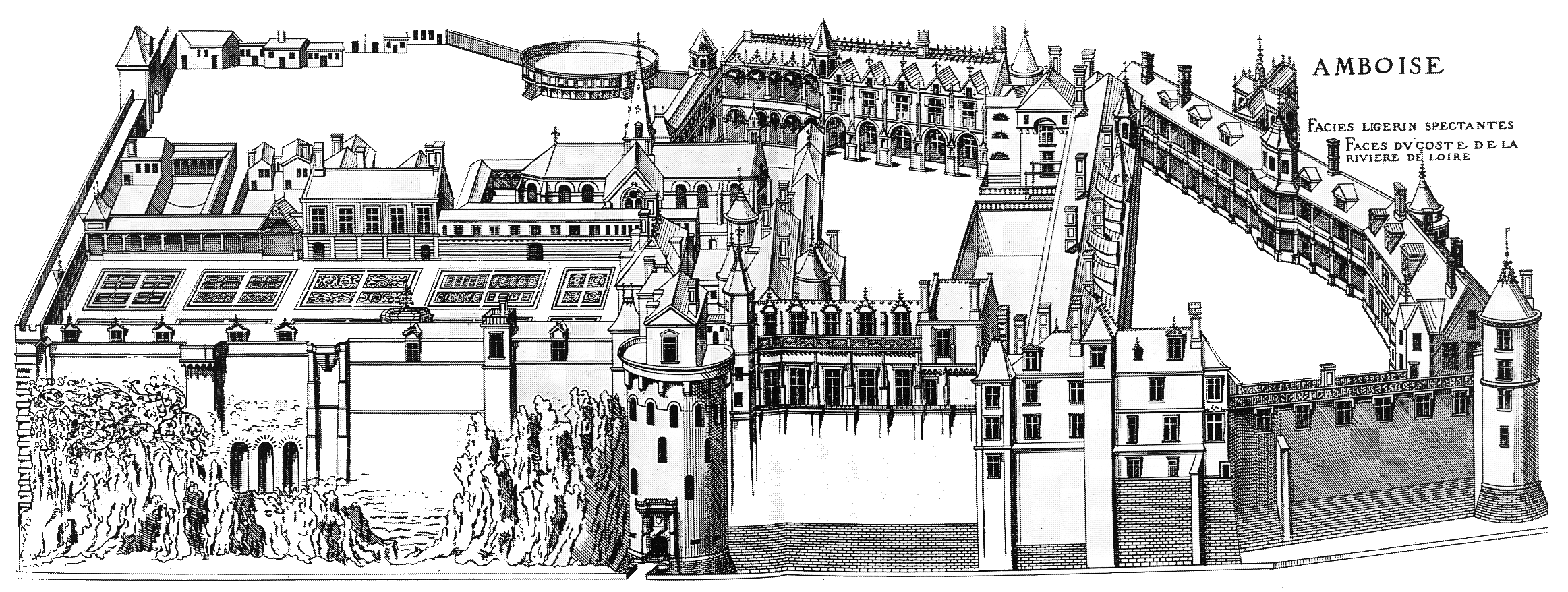
Замок Амбуаз и его укрепления

Несмотря на жестокое подавление заговора, в мае 1560 года были уничтожены Огненные палаты (Chambres ardentes), но по-прежнему запрещены религиозные собрания и публичное отправление протестантского богослужения.
В конце октября 1560 года Луи де Бурбон, принц Конде, был арестован по подозрению в организации заговора, но был освобожден из-за отсутствия убедительных доказательств. Во время событий он дистанцировался от заговорщиков, но был готов поддержать их в случае успеха, в переписке заговорщиков он именовался «Capitaine muet» — «молчаливый капитан».
Амбуазский мир в 1563 году закончил первый этап французских религиозных войн.